# Pseudaugochlora graminea
Pseudaugochlora graminea är en biart som först beskrevs av Fabricius 1804.  Pseudaugochlora graminea ingår i släktet Pseudaugochlora och familjen vägbin. Inga underarter finns listade i Catalogue of Life.